# Transportgeschwader 2
Transportgeschwader 2 (dobesedno slovensko: Transportni polk 2; kratica TG 2) je bil transportni letalski polk (Geschwader) v sestavi nemške Luftwaffe med drugo svetovno vojno.

## Organizacija
- štab
- I. skupina
- II. skupina
- III. skupina

## Vodstvo polka
Poveljniki polka (Geschwaderkommodore)
- Oberst Walter Erdmann: 15. junij 1943